# 東村山中央公園
東村山中央公園（ひがしむらやまちゅうおうこうえん）は、東京都東村山市にある都立公園。

## 概要
東京都東村山市の富士見町五丁目および美住町一丁目に存在する、約12.1haの総合公園。1986年6月1日、通産省工業技術院機械技術研究所の跡地に開園した。地理的には武蔵野台地中央部の武蔵野段丘に位置する。北側に西武多摩湖線を挟んで狭山・境緑道が隣接している。また、公園の中央部には八坂給水所に付属する地下配水池が存在する。植生は主にクヌギやコナラの雑木林、シラカシ、ケヤキ、ムクノキなどの混生である。
公園の管理運営は指定管理者である東京都公園協会が行っている。

## 歴史
- 1986年3月17日 - 東京都告示第269号に基づいて都市計画決定[1]。
- 1986年6月1日 - 東京都告示第564号に基づいて開園[1]。
- 2011年4月1日 - 西武・武蔵野パートナーズが運営管理を受託[5]。
- 2016年4月1日 - 東京都公園協会が指定管理者に指定[4]。

## 施設
- 西樹林地[1]
- 東樹林地[1]
- バードサンクチュアリ[1]
- 中央広場[1]
- ゲートボール場[1]
- マイマイ池[1]

## アクセス
- 西武多摩湖線八坂駅から徒歩6分[6]
- 西武バス

立34・久84系統 立川駅北口・東大和市駅～久米川駅線「合同庁舎前」から徒歩6分